# Cleonymus obscurus
Cleonymus obscurus är en stekelart som beskrevs av Walker 1837. Cleonymus obscurus ingår i släktet Cleonymus och familjen puppglanssteklar.
Artens utbredningsområde är:
- Frankrike.
- Spanien.
- Sverige.

Arten är reproducerande i Sverige. Inga underarter finns listade i Catalogue of Life.